# 圣神堂 (巴黎)
圣神堂（Église du Saint-Esprit）是法国巴黎的一座罗马天主教教堂，位于巴黎十二区. 建于1928–1935年，以巨大的混凝土穹顶著称，直径22（72英尺），高33（108英尺），建筑师Paul Tournon的设计灵感来自君士坦丁堡的圣索菲亚大教堂。堂内装饰丰富，由Ateliers d'Art Sacré的现代艺术家装饰。
1992年，该堂列为历史古迹。

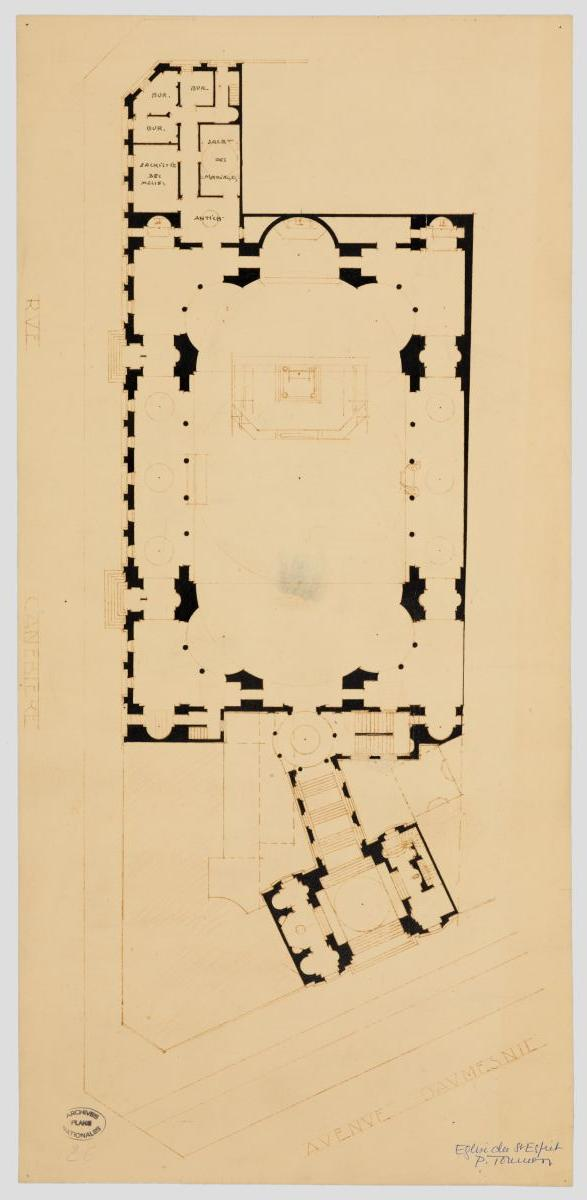
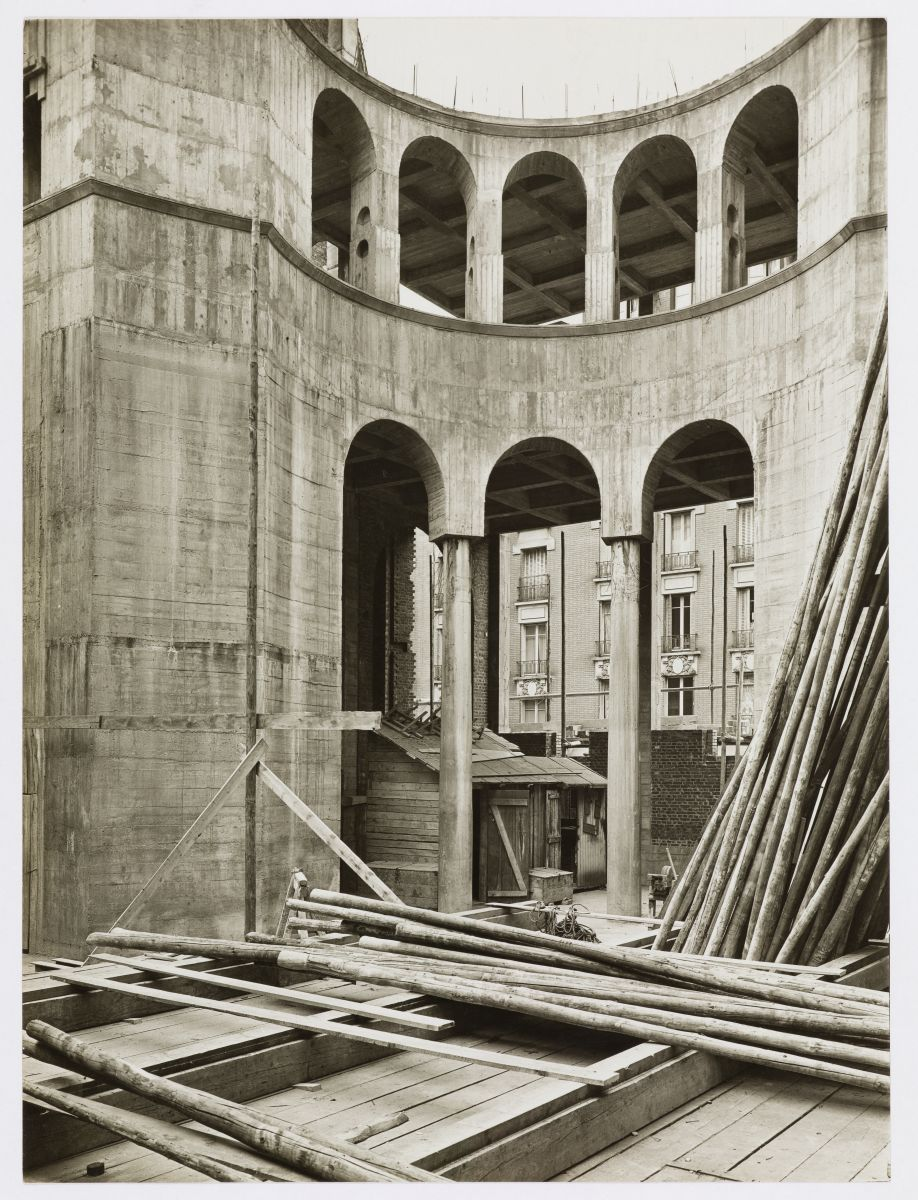
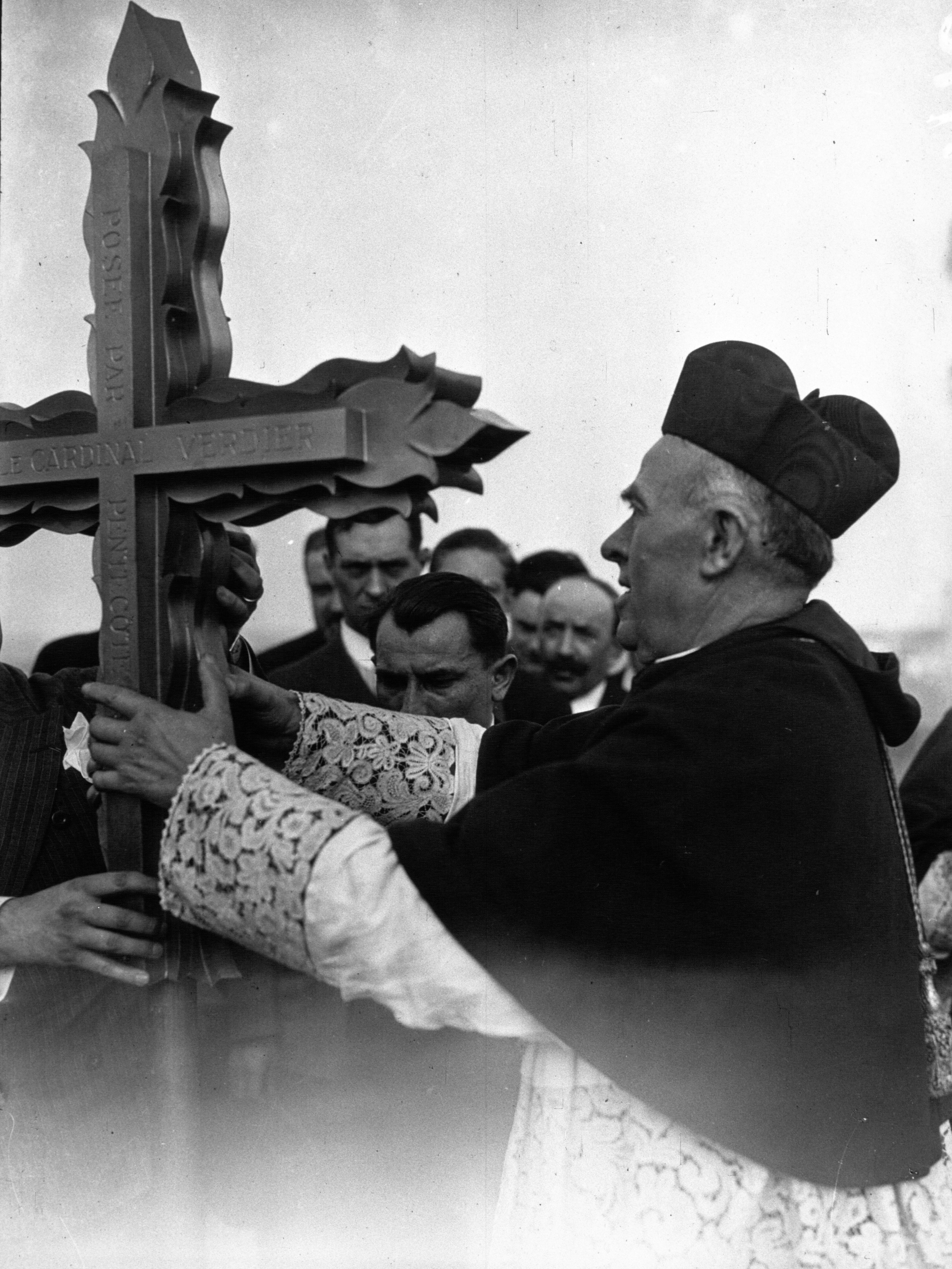
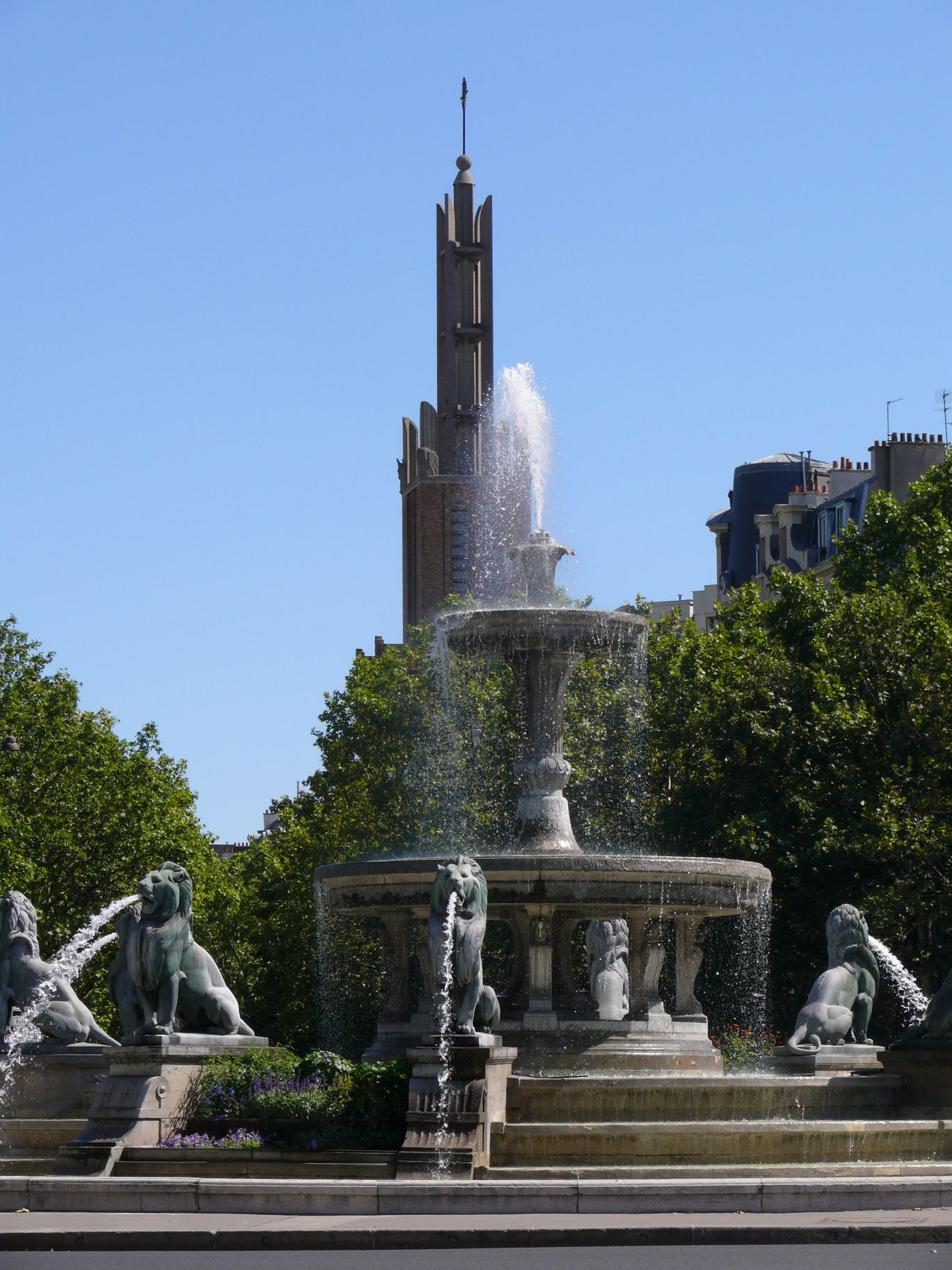
Spire